# Elán
Elán (Элан) — словацкая музыкальная группа, работающая в жанрах поп-рок и прог-рок. Группа создана в Братиславе в 1968 году. Основатели группы — одноклассники по начальной школе: певец, гитарист и бас-гитарист Йожо Раж, клавишник Вашо Патейдл, гитарист Юрай Фаркаш и барабанщик Здено Балаж.

## История
Элан изначально функционировал как более-менее вольная формация, с которой сотрудничали другие музыканты. Группа играла в школьных и университетских клубах Братиславы, позже стала выступать и за рубежом: в Тунисе, Болгарии и Швеции. Первыми известными композициями группы «Элан» были: «Я отдам тебе всё, что имею», «Семафор» и песня Вашо Патейдла под названием «Сумасшедшие игры», с которой группа выступила на фестивале песни «Братиславская лира» в 1979 году. Вашо Патейдл получил тогда приз за лучшую аранжировку.
В сознание более широкой аудитории группа вошла в 1980 году, после получения на конкурсе «Братиславская лира» серебряной награды за песню «Каскадёр». В 1980-е годы группе удалось покорить публику главным образом своим творчеством на словацком языке. Существенным образом на историю группы повлиял переход в неё Яна Балажа из группы Модус и совместная работа над задуманными студийными альбомами вместе с такими поэтами-песенниками, как, например, Борис Филан. Интерес привлекало и художественное оформление альбомов и музыкальных проектов группы: логотип группы — пугало с высунутым языком — был создан Аланом Лесиком. Дебютный альбом «Элана» носил название Восьмой континент и был выпущен в 1981 году, за ним последовали альбомы Мы не злые, Элан 3, Урок словацкого. Песни этого периода, как-то: «Бродяги в переходах», «Человечина», «Ленточка», «Парень влюбился», «Королева белых кедов» — до сих пор составляют репертуар не только концертов группы «Элан», но и репертуар музыкантов, выступающих на различных повседневных общественных мероприятиях Словакии.
В 1980-е годы группа успела дать ряд концертов в СССР, а их песни попали на гибкие пластинки журнала «Кругозор», в котором о ней также были напечатаны статьи.
Во второй половине 1980-х годов (1985) группу покинули Здено Балаж, Вашо Патейдл и Юрай Фаркаш. Ян Балаж вместе с Йожо Ражем пополнили состав группы барабанщиком Габриэлем Сабо и клавишником Мартином Карвашем. Благодаря этому составу начался второй этап истории группы (с 1986 года). Группа «Элан» издаёт студийные музыкальные проекты, вышедшие на альбомах «Детективный роман», «Опасный груз» (с серией видеоклипов), «Рабака», по которому был снят одноимённый фильм, над сценарием к которому совместно с Борисом Филаном также известный работал режиссёр Душан Рапош. В этот период написаны такие хиты, как «Танцовщицы из Лучницы», «Детективный роман», «Поверь мне», «Опасный груз», в 1988 году на одном сингле были выпущены песни «Смерть на Пражских курантах» и «Спортивная одежда». Йожо Раж и Петер Надь записали песню «Собаки спасаются нападением», из проекта «Рабака» следует упомянуть такие композиции, как «От Татр до Дуная», «Ухо ван Гога», «Чаба, не сходи с ума» и др. В конце 1989 года из группы ушли Г.Сабо и М.Карваш.
Невзирая на уход, группа продолжает сотрудничество с Патейдлом, результатом чего становится их участие в записи саундтрека к фильму «Фонтан для Зузаны».
В начале 1990-х группа обновляет свой состав и теперь в ней выступают: Йожо Раж, Ян Балаж, Петер Фарнбауэр, Любомир Горняк и Юрай Кухарек. В таком составе были записаны альбомы «Монстр с чёрной звезды Q7A» и несколько переизданий собственных хитов под названием «Легенда». К этому периоду относятся такие хиты, как «Ведьма», «Медсестра из Крамаров», «Гости с другой планеты», «Пистолет», «Молитва на два голоса», «Амнистия за измену». В 1996 году в группу возвращается Вашо Патейдл, и группа объявляет о записи нового альбома, который выходит под названием Час истины (песни: «Анна-Мария», «Автоответчик», «Эй, эй, золото»). 
20 июня 1999 года лидер группы Йожо Раж попадает в ДТП, в результате которого получает тяжёлую травму головы с последующим сотрясением мозга, а также — перелом носа, правой ноги и левого запястья. С разницей в сутки он перенёс две операции — на ноге и на голове, причём последняя длилась около 9 часов. После второй операции состояние певца стабилизировалось. Через два месяца после аварии Раж вышел из комы. За время борьбы за спасение музыканта количество поклонников группы в Словакии и соседней Чехии значительно увеличилось.
После несчастного случая на мотоцикле с Йожо Ражем, в 2002 и 2003 годах, были выпущены ещё два с коммерческой точки зрения успешных альбома: «Элан 3000» и «Третий глаз».
Осенью 2010 года, после семи лет затишья, был выпущен очередной студийный альбом «Ангельский налог». В октябре 2014 года, после подписания контракта с музыкальным издательством «Ворнер Мьюзик/Warner Music», группа выпустила новый студийный альбом «Живыми нас не возьмут».
Elán — ещё будучи частью чехословацкой музыкальной истории — выпустил множество хитов и получал высокие рейтинги в общественных опросах популярности, группа занимала лидирующие позиции в чехословацком, а позже словацком опросе «Славик». Группа «Элан» входит в число тех, которые и сегодня способны собирать как в Чешской Республике, так и в Словакии зрителей на крупнейших концертные площадках. Так, на концерт в Праге пришло 80 000 человек. 21 сентября 2007 года группа провела концерт в арендованном зале нью-йоркского Карнеги-Холла.

## Участники группы
В настоящее время участниками группы являются Йожо Раж, Вашо Патейдл и Ян Балаж, которые выступают с концертами и записывают песни в студиях звукозаписи в таком составе с конца 1980-х годов, когда группу покинули Мартин Карваш и Габо Сабо, но вернулся сольный певец Вашо Патейдл. С этим составом сотрудничают различные музыканты.
19 августа 2023 года умер один из отцов-основателей группы Вашо Патейдл.
| 1968 — 1975 | 1975 — 1978 | 1978 — 1980 |
| --- | --- | --- |
| - Йожо Раж — бас-гитара, вокал - Вашо Патейдл — клавишные, вокал - Юрай Фаркаш — соло на гитаре, вокал - Здено Балаж — ударные | - Йожо Раж - Вашо Патейдл - Здено Балаж - Юрай Фаркаш - Феро Турак — клавишные, вокал, - Борис Копчак - Мариан Броусек - Йозеф Текель | - Йожо Раж - Вашо Патейдл - Здено Балаж - Юрай Фаркаш - Феро Турак |
| 1980 — 1985 | 1985 — 1989 | 1990 — 1991 |
| - Йожо Раж - Вашо Патейдл - Здено Балаж - Юрай Фаркаш - Яно Балаж | - Йожо Раж — бас-гитара, вокал - Ян Балаж — соло на гитаре, вокал - Мартин Карваш — клавишные - Габо Сабо — ударные | - Йожо Раж - Яно Балаж - Феро Турак — клавишные, вокал - Виктор Хидвегхи — бас-гитара - Юлиус Петрус — барабаны - Петер Фарнбауэр - Феро Олах — клавишные, вокал                                                 |
| 1991 — 2001 | 2001 — во время мирового турне «Elán World Tour 2001» | 2003 |
| - Йожо Раж — бас-гитара, вокал - Яно Балаж — соло на гитаре, сольный вокал - Вашо Патейдл — клавишные, вокал (с 1996 года) - Петер Фарнбауэр — гитара - Любо Горняк — клавишные - Юрай Кухарек — ударные                                                                             | - Йожо Раж — бас-гитара, вокал - Яно Балаж — соло на гитаре, сольный вокал - Вашо Патейдл — клавишные, вокал - Петер Фарнбауэр — гитара - Любо Горняк — клавишные - Любомир Станковский — ударные                                                                | - Йожо Раж — бас-гитара, вокал - Яно Балаж — соло на гитаре, сольный вокал - Вашо Патейдл — клавишные, вокал - Петер Фарнбауэр — гитара - Любо Горняк — клавишные - Генри Тот — гитара - Марцел Бунтай — ударные |
| 2004 — 2005 | 2006 — 2007 | 2008 — 2013 |
| - Йожо Раж — бас-гитара, вокал - Яно Балаж — соло на гитаре, сольный вокал - Вашо Патейдл — клавишные, вокал - Петер Фарнбауэр — гитара - Любо Горняк — клавишные - Генри Тот — гитара - Юрай Кухарек — ударные - Любо Горняк — клавишные - Тони Бенедек — перкуссионные инструменты | Йожо Раж — бас-гитара, вокал - Яно Балаж — соло на гитаре, сольный вокал - Вашо Патейдл — клавишные, вокал - Петер Фарнбауэр — гитара - Любо Горняк — клавишные - Генри Тот — гитара - Юрай Кухарек — ударные - Любо Горняк — клавишные - Юрай Кухарек — ударные | - Йожо Раж — бас-гитара, вокал - Яно Балаж — соло на гитаре, сольный вокал - Вашо Патейдл — клавишные, - Петер Фарнбауэр — гитара - Любо Горняк — клавишные - Генри Тот — гитара - Борис Брна — ударные          |
| 2014 - | | |
| - Йожо Раж — бас-гитара, вокал - Яно Балаж — соло на гитаре, сольный вокал - Вашо Патейдл — клавишные, вокал - Петер Фарнбауэр — гитара - Любо Горняк — клавишные - Борис Брна — ударные - Рихард Шимурка — саксофон, флейта - Мартин Гаас — тромбон - Само Шимек — труба            | | |

## Дискография
Группа выпустила 15 студийных альбомов. В 1980-х годах «Эланом» выпущено семь весьма успешных студийных альбомов. На основании взаимных лицензионных обязательств с государственным издательством «Opus» группа «Элан» выпустила пять экспортных версий альбомов на английском языке, предназначенных исключительно для продажи в странах социалистического блока. В 1990-е годы у группы помимо трёх новых студийных альбомов вышли альбомы с избранными песнями («Легенды»), на которых были записаны новые версии старых песен. В 2000—2009 годах у группы помимо двух студийных альбомов вышли, главным образом, альбомы с избранными песнями и DVD-версии концертных выступлений.

### Студийные альбомы
- 1981 Ôsmy svetadiel
- 1982 Nie sme zlí
- 1983 Elán 3
- 1985 Hodina slovenčiny
- 1986 Detektívka
- 1988 Nebezpečný náklad
- 1989 Rabaka
- 1991 Netvor z čiernej hviezdy Q7A
- 1994 Hodina angličtiny
- 1997 Hodina pravdy
- 2002 Elán 3000
- 2003 Tretie oko
- 2010 Anjelska daň
- 2014 Živých nás nedostanú
- 2019 Najvyšší čas

#### На английском языке
- 1983 Kamikadze Lover
- 1984 Nightshift
- 1985 Schoolparty
- 1987 Missing
- 1989 Midnight in the city (альбом вышел, однако в Чехословакии не продавался)

#### Переиздания
- 2006 Kamikadze Lover and Nightshift
- 2006 Schoolparty and Missing

### Концертные альбомы
- 1998 Odpojený Elán Unplugged, to pravé… (CD, DVD)
- 2004 Elán: Megakoncert  (CD, DVD)
- 2005 Elán na Hrade (DVD)
- 2007 Elán Unplugged, Carnegie Hall, New York (CD)
- 2013 Elán v divadle (DVD)

### Сборники
- 1984 Elán – Cez prekážky (вышел только на аудиокассете)
- 1987 Neviem byť sám
- 1992 Legenda 1
- 1992 Legenda 2
- 1995 Hodina nehy
- 1997 Legenda 3
- 1998 Legenda 4
- 1999 Jožo…
- 1999 Zlaté hity
- 1999 Best Of… vol. 2
- 2000 Legenda 5 – Posledná…
- 2001 Ver Mi! – Love Songs
- 2001 To naj…
- 2001 Neviem byť sám 2001
- 2004 Megahity 2004
- 2005 3 Hodiny Elánu
- 2006 Gold
- 2009 Hodina rocku
- 2009 Láskohity
- 2010 Hodina Zamilovaných
- 2015 Kamaráti 6 CD (5 избранных альбомов + бонусный CD c записью концертов в Харькове (1988 год) и Братиславе (1993 год))
- 2019 Zlodej slnečníc

### DVD-Видео
- 2003 História legendy I. 1981-1991
- 2003 Nebezpečný náklad
- 2003 Detektívka/Mám chuť na niečo chladené/Bratislavská Lýra 1986
- 2003 Rabaka